# David Hemmings
David Edward Leslie Hemmings (Guildford, 18 novembre 1941 – Bucarest, 3 dicembre 2003) è stato un attore, regista e cantante britannico.

## Biografia
La sua carriera artistica ebbe inizio come "boy soprano" (voce bianca): fu interprete di alcune opere liriche del musicista inglese Benjamin Britten, la più famosa delle quali è The Turn of The Screw, tratta dal romanzo Il giro di vite di Henry James. Il compositore costruì l'opera proprio attorno alla voce del giovane interprete, con il quale formò un affiatato sodalizio artistico che ebbe termine solo nel 1956 quando, con il sopraggiungere dell'adolescenza, la voce di Hemmings inevitabilmente mutò. Il successo e l'esperienza sulle scene come cantante gli avevano comunque già aperto le porte del cinema per una carriera di attore bambino che nel 1957 lo vide protagonista di ben quattro film.
Proseguendo con continuità il percorso di attore, nel 1966 giunse al successo grazie al film Blow-Up di Michelangelo Antonioni. Nel 1969 venne scelto dal regista Roger Vadim per il film Barbarella. Nel 1975 il regista Dario Argento, che aveva sentito parlare del suo virtuosismo al pianoforte, gli affidò il ruolo del pianista Marc Daly in Profondo rosso. Nel 1977 Hemmings recitò a fianco di Tomas Milian in Squadra antitruffa. 
Cimentatosi nella regia fin dal 1973 con il film I 14 della Bond Street, nel 1979 diresse Gigolò, che vide nel cast David Bowie e Marlene Dietrich (alla sua ultima apparizione sugli schermi) e negli anni ottanta proseguì la carriera in tale veste dirigendo alcuni episodi delle serie A-Team, Magnum P.I. e Airwolf.
Nel 2000, dopo molti anni dietro la macchina da presa, tornò nelle vesti di attore per interpretare il senatore Cassio nel film Il gladiatore di Ridley Scott. La sua penultima apparizione risale al 2003, al fianco di Sean Connery, nel film La leggenda degli uomini straordinari. 
Hemmings morì in Romania il 3 dicembre 2003, all'età di 62 anni, sul set del film Blessed - Il seme del male. La causa ufficiale del decesso fu un arresto cardiaco.

## Vita privata
Dal 1960 al 1967 fu sposato con Genista Ouvry, da cui ebbe una figlia, Deborah. Poco dopo il divorzio dalla prima moglie, conobbe l'attrice Gayle Hunnicutt, alla promozione del film Blow-Up; si sposarono nel 1968 e dal loro matrimonio nacque un figlio, Nolan. La coppia divorziò nel 1975; l'anno dopo Hemmings sposò la sua segretaria Prudence de Casembroot, da cui ebbe quattro figli: George, Edward, Charlotte e William. Anche questo matrimonio terminò col divorzio, nel 1997. Nel 2002 l'attore si risposò con Lucy Williams, con cui rimase fino alla morte.

## Filmografia parziale

### Attore

#### Cinema

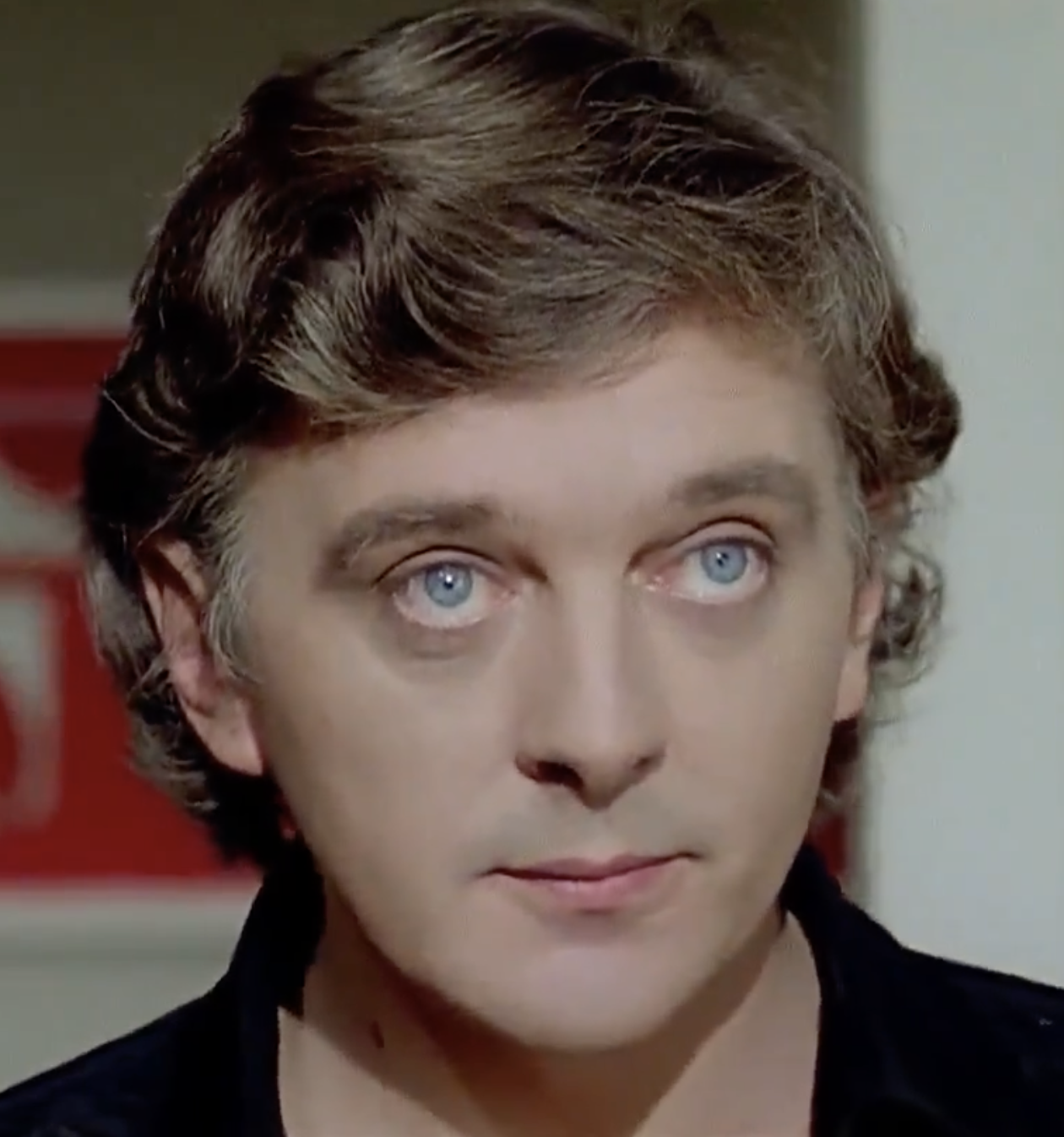
David Hemmings in Profondo rosso (1975)

- The System, regia di Michael Winner (1964)
- Blow-Up, regia di Michelangelo Antonioni (1966)
- Cerimonia per un delitto (Eye of the Devil), regia di J. Lee Thompson (1967)
- Camelot, regia di Joshua Logan (1967)
- I seicento di Balaklava (The Charge of the Light Brigade), regia di Tony Richardson (1968)
- ...Solo quando rido (Only When I Larf), regia di Basil Dearden (1968)
- Un lungo giorno per morire (The Long Day's Dying), regia di Peter Collinson (1968)
- Barbarella, regia di Roger Vadim (1968)
- Il club dei libertini (The Best House in London), regia di Philip Saville (1969)
- Alfredo il Grande (Alfred the Great), regia di Clive Donner (1969)
- La ragazza con il bastone (The Walking Stick), regia di Eric Till (1970)
- Frammenti di paura (Fragment of Fear), regia di Richard C. Sarafian (1970)
- Morte di un professore (Unman, Wittering and Zigo), regia di John Mackenzie (1971)
- La macchina dell'amore (The Love Machine), regia di Jack Haley Jr. (1971)
- E se oggi... fosse già domani? (Voices), regia di Kevin Billington (1973)
- Provocazione (No es nada, mamá, sólo un juego), regia di José Maria Forqué (1974)
- Juggernaut, regia di Richard Lester (1974)
- Profondo rosso, regia di Dario Argento (1975)
- Isole nella corrente (Islands in the Stream), regia di Franklin J. Schaffner (1977)
- Il racket dei sequestri (The Squeeze), regia di Michael Apted (1977)
- Il principe e il povero (The Prince and the Pauper), regia di Richard Fleischer (1977)
- La via della droga, regia di Enzo G. Castellari (1977)
- ...unico indizio, un anello di fumo (The Disappearance), regia di Stuart Cooper (1977)
- Squadra antitruffa, regia di Bruno Corbucci (1977)
- Rosso nel buio (Les Liens de sang), regia di Claude Chabrol (1978)
- Il gioco del potere (Power Play), regia di Martyn Burke (1978)
- Gigolò (Schöner Gigolo, armer Gigolo), regia di David Hemmings (1978)
- Assassinio su commissione (Murder by Decree), regia di Bob Clark (1979)
- Al di là di ogni dubbio (Beyond Reasonable Doubt), regia di John Laing (1982)
- Un uomo, una donna e un bambino (Man, Woman and Child), regia di Dick Richards (1983)
- La vita è un arcobaleno (The Rainbow), regia di Ken Russell (1989)
- Il gladiatore (Gladiator), regia di Ridley Scott (2000)
- L'ultimo bicchiere (Last Orders), regia di Fred Schepisi (2001)
- Spy Game, regia di Tony Scott (2001)
- Mean Machine, regia di Barry Skolnick (2001)
- Slap Shot 2: sfida sul ghiaccio (Slap Shot 2: Breaking the Ice), regia di Steve Boyum (2002)
- Equilibrium, regia di Kurt Wimmer (2002)
- Gangs of New York, regia di Martin Scorsese (2002)
- La leggenda degli uomini straordinari (The League of Extraordinary Gentlemen), regia di Stephen Norrington (2003)
- Blessed - Il seme del male (Blessed), regia di Simon Fellows (2004) – postumo

#### Televisione
- L'abbraccio dell'orso (Charlie Muffin), regia di Jack Gold – film TV (1979)
- Calamity Jane, regia di James Goldstone – film TV (1984)
- Il codice Rebecca (The Key to Rebecca), regista e attore – film TV (1985)
- Magnum, P.I. – serie TV, episodi 5x14-7x19 (1985-1986)
- La signora in giallo (Murder, She Wrote) – serie TV, episodio 3x12 (1987)

### Regista
- I 14 della Bond Street (The 14) (1973)
- Gigolò (Schöner Gigolo, armer Gigolo) (1978)
- Survivor - L'aereo maledetto (The Survivor) (1981)
- Il tesoro dello Yankee Zephyr (Race for the Yankee Zephyr) (1981)
- A-Team, regista di 8 episodi (1983-1987)
- Il codice Rebecca (The Key to Rebecca), regista e attore (1985)
- La signora in giallo (Murder, She Wrote) – serie TV, 1 episodio (1987)
- Amici per la vita (Dark Horse) (1992)
- Lone Justice 3 (1996)

## Doppiatori italiani
- Cesare Barbetti in I seicento di Balaklava, Alfredo il Grande, Frammenti di paura, Rosso nel buio
- Renato Mori in Spy Game, Gangs of New York
- Giancarlo Giannini in Blow-Up
- Oreste Lionello in Barbarella
- Gino La Monica in Profondo rosso
- Ferruccio Amendola in Isole nella corrente
- Sergio Graziani in Il principe e il povero
- Luciano De Ambrosis in La via della droga
- Pino Colizzi in Assassinio su commissione
- Giorgio Lopez in La signora in giallo
- Eugenio Marinelli in Il gladiatore
- Pietro Biondi in L'ultimo bicchiere
- Franco Zucca in Mean Machine
- Saverio Moriones in La leggenda degli uomini straordinari
- Stefano Mondini in Blessed - Il seme del male

## Nella cultura di massa
- Hemmings è citato insieme al cantante Nick Lowe nella canzone di Peter Hammill Pushing Thirty, contenuta nell'album The Future Now (1978):

Follow each other like lemmings -

Swear they're all waiting for Nicky Lowe

To turn out like David Hemmings...»